# Ælfwynn
Ælfwynn, född cirka 888, död efter 918, var regerande drottning ("Lady") av det engelska kungadömet Mercia under några månader år 918.
Hon var dotter till drottning Ethelfleda av Mercia. Hon efterträdde sin mor, vilket var det enda exemplet på en kvinna som efterträdde en kvinna på tronen i England under hennes samtid. Hon avsattes före årets slut. Inget är känt om hennes liv efter avsättningen, men hon förmodas ha gått i kloster. 